# Northfield (Minnesota)
Northfield ist eine Stadt im US-Bundesstaat Minnesota. Das U.S. Census Bureau hat bei der Volkszählung 2020 eine Einwohnerzahl von 20.790 ermittelt.
Sie liegt im Norden des Rice Countys und erstreckt sich teilweise bis in das Dakota County.

## Geografie
Northfield gehört als Vorort rund 50 Kilometer südlich der Zwillingsstädte Minneapolis und St. Paul zur erweiterten Metropolregion beider Städte im Mittleren Westen der Vereinigten Staaten. Durch die Stadt fließt der Cannon River. Nach Angaben des United States Census Bureau beträgt die Fläche der Stadt 18,2 Quadratkilometer, davon sind 0,1 Quadratkilometer Wasserflächen.

## Geschichte
Northfield wurde 1855 von John W. North gegründet. Zu Beginn lebte der Ort vor allem von den Holz- und Getreidemühlen, welche am Cannon River errichtet wurden. Später wuchs der Anteil der Milch- und Fleischproduktion im primären Sektor.
1866 wurde das Northfield College (heute Carleton College) gegründet, acht Jahre später das St. Olaf College. Beide Hochschulen mit insgesamt über 5.000 Studenten prägten die Struktur und Entwicklung Northfields.
Am 7. September 1876 raubte die Verbrecherbande um Jesse James die First National Bank von Northfield aus. Allerdings verweigerte ein Bankangestellte die Öffnung des Safes. Die Bürger der Stadt erkannten die Lage und wehrten sich gegen den Überfall. Sie konnten die Bande in die Flucht treiben, dabei wurden jedoch zwei Bankangestellte sowie zwei Mitglieder der James-Younger-Gang getötet. Manche Mitglieder der Bande, darunter auch Jesse und Frank James konnten flüchten, andere wurden gefangen genommen. Dieser misslungene Überfall bedeutete das Ende der James-Younger-Gang. Heute findet einmal jährlich ein The Defeat of Jesse James Days genannte Fest in Northfield statt.
Seit den 1970er Jahren dehnte sich die Metropolregion der Städte Minneapolis und St. Paul weiter südwärts aus, sodass Northfield immer stärker die Struktur einer Trabantenstadt erhält. Dennoch blieben im Stadtkern zahlreiche Gebäude aus dem 19. und frühen 20. Jahrhundert erhalten.

## Demografische Daten
Nach den Angaben der Volkszählung 2000 leben in Northfield 17.147 Menschen in 4.909 Haushalten und 3.210 Familien. Ethnisch betrachtet setzt sich die Bevölkerung aus 92,6 Prozent weißer Bevölkerung, 2,4 Prozent Afroamerikanern, sowie kleineren oder mehreren Gruppen zusammen. 5,7 Prozent der Einwohner zählen sich zu den Hispanics.
In 35,4 % der 4.909 Haushalte leben Kinder unter 18 Jahren, in 52,7 % leben verheiratete Ehepaare, in 9,6 % leben weibliche Singles und 34,6 % sind keine familiären Haushalte. 27,5 % aller Haushalte bestehen ausschließlich aus einer einzelnen Person und in 9,6 % leben Alleinstehende über 65 Jahre. Die durchschnittliche Haushaltsgröße liegt bei 2,53 Personen, die von Familien bei 3,08.
Auf die gesamte Stadt bezogen setzt sich die Bevölkerung zusammen aus 20,2 % Einwohnern unter 18 Jahren, 32,1 % zwischen 18 und 24 Jahren, 21,0 % zwischen 25 und 44 Jahren, 16,1 % zwischen 45 und 64 Jahren und 10,5 % über 65 Jahren. Der Median beträgt 23 Jahre. Etwa 52,3 % der Bevölkerung ist weiblich.
Der Median des Einkommens eines Haushaltes beträgt 49.972 USD, der einer Familie 61.055 USD. Das Pro-Kopf-Einkommen liegt bei 18.619 USD. Etwa 7,2 % der Bevölkerung und 2,8 % der Familien leben unterhalb der Armutsgrenze.

## Verkehr
Wichtige Straßen durch Northfield sind die Minnesota State Route 3 und 19. Zehn Kilometer westlich verläuft der Interstate 35. Weiterhin führen zwei Eisenbahnlinien der Canadian Pacific Railway und Progressive Rail durch die Stadt.
Nächster Flugplatz ist weiter südlich nahe Faribault der Faribault Municipal Airport. Der nächstgelegene Verkehrsflughafen, der Minneapolis-Saint Paul International Airport, befindet sich rund 48 Kilometer nördlich von Northfield.

## Bildung
Northfield verfügt über sechs öffentliche Schulen (vier Primary-Schools, eine Intermediate-Schools, sowie eine Highschool) mit rund 3800 Schülern, sowie drei private Schulen. Darüber hinaus sind das Carleton College und das St. Olaf College in der Stadt beheimatet. Viele der über 5000 Studenten wohnen in Northfield und sorgen für eine sehr junge Bevölkerungsstruktur in der Stadt.

## Söhne und Töchter der Stadt
- Edward Fitzgerald (1890–1966), Eishockeyspieler
- Harold William Henry (1909–1976), römisch-katholischer Geistlicher, Erzbischof in Korea
- Peter Agre (* 1949), Molekularbiologe
- Siri Hustvedt (* 1955), Schriftstellerin
- Alexandra Holden (* 1977), Schauspielerin
- Thomas Rüfenacht (* 1985), Eishockeyspieler
- Jackson Erdmann (* 1997), Footballspieler